# メラノロサウルス
メラノロサウルス（Melanorosaurus "黒い山のトカゲ"を意味する, ギリシャ語で melas/μέλας, "黒", oros/ὄρος, "山" + sauros/σαῦρος, "トカゲ"）は三畳紀後期に生息していた基盤的な竜脚形類の属である。南アフリカから産出した草食動物であり、大きな体と頑丈な四肢を持ち四足歩行で移動したと見られる。四肢は大きく、重厚で竜脚類のようである。

## 発見と種
タイプ標本はシンタイプのSAM 3449とSAM 3450であり、1924年にSidney Henry Haughtonによって命名、記載された。これらの標本は南アフリカ、トランスカイのThaba 'Nyama (Black Mountain)の北の斜面にある三畳紀後期ノリアン期の地層であるLower Elliot Formationで収集された。メラノロサウルスの初の完全な頭骨は2007年に記載された。2種知られており1種はタイプ種のM. readi、もう一種は1993年に François-Xavier Gauffreによって名づけられたM. thabanensis であり、こちらはジュラ紀のUpper Elliot Formationから見つかった大腿骨であるホロタイプ MNHN LES-16 に基づいている。

## 分類
メラノロサウルスはかつて原竜脚類に分類された、しかし原竜脚類はもはや明らかに自然分類群ではない。ある竜脚類の定義に従えばメラノロサウルスは初期の竜脚類である。しかしながら、この定義は多くの元”原竜脚類”を取り込んでしまうため、Adam Yatesは特にメラノロサウルスを除外する竜脚類の定義を提案している（竜脚類とはメラノロサウルスよりサルタサウルスに近縁なすべての竜脚形類とする）。この定義では竜脚類は伝統的な概念のままにしておける。

## 記述
メラノロサウルスは約250 mmほどの頭骨をもっている。吻部はいくぶん尖っており、頭骨は上から見るとやや三角形である。前上顎骨には各側4本の歯があり、原始的な竜脚形類の特徴である。上顎骨には顎の各側面に19本の歯がある。
全長は8mほどで、体重は1.3ｔと見積もられている。

## 参照
1. ↑  S.H. Haughton, 1924, "The fauna and stratigraphy of the Stormberg Series", Annals of the South African Museum 12 : 323-497
2. 1 2  Yates, Adam M., "The first complete skull of the Triassic dinosaur Melanorosaurus Haughton (Sauropodomorpha: Anchisauria)". In Barrett & Batten (eds.), Evolution and Palaeobiology (2007), pp. 9–55.
3. ↑  F.-X. Gauffre, 1993, "The most recent Melanorosauridae (Saurischia, Prosauropoda), Lower Jurassic of Lesotho, with remarks on the prosauropod phylogeny", Neues Jahrbuch für Geologie und Paläontologie Monatshefte 1993(11): 648-654
4. ↑  Yates, Adam M. (2010). “A revision of the problematic sauropodomorph dinosaurs from Manchester, Connecticut and the status of Anchisaurus Marsh”. Palaeontology 53 (4):  739–752. doi:10.1111/j.1475-4983.2010.00952.x.
5. ↑  Paul, G.S., 2010, The Princeton Field Guide to Dinosaurs, Princeton University Press p. 170

- Galton PM, Van Heerden J, Yates AM (2005). “Postcranial Anatomy of Referred Specimens of Melanorosaurus”. In Carpenter, Kenneth and Tidswell, Virginia (ed.). Thunder Lizards: The Sauropodomorph Dinosaurs. Indiana University Press. pp. 1–37. ISBN 0-253-34542-1